# Bandmossa
Bandmossa (Metzgeria furcata) är en levermossart som först beskrevs av Carl von Linné, och fick sitt nu gällande namn av Barthélemy Charles Joseph Dumortier. Bandmossa ingår i släktet bandmossor, och familjen Metzgeriaceae. Arten är reproducerande i Sverige.